# برازيليون أمريكيون
برازيليون أمريكيون هم المواطنون الأميركيون من أصل برازيلي . وفقا لمكتب تعداد الولايات المتحدة هناك ما يقدر ب 351,914 برازيلي أمريكي في عام 2008، مصدر تقدر أن 1,100,000 برازيلي يعيشون في الولايات المتحدة في عام 2008 ، 300,000 منهم في ولاية فلوريدا وحدها .

## مشاهير

### فنون
- غوستافو أسيس-البرازيل والموسيقي والملحن والمؤلف
- مورينا باكارين, ممثلة
- كاميلا بيل, ممثلة [4][5]
- Blondfire, فرقة موسيقى البوب
- جوردانا بروستر, ممثلة
- برونو كامبوس, ممثل
- ماكس كافاليرا, موسيقى
- مونيكا دا سيلفا, مغني وكاتب الاغاني
- سكاي فيريرا, مغني , songwriter, model, and ممثلة
- بيبل جيلبيرتو  [لغات أخرى]‏, مغني
- جارد غوميز, rapper and vocalist from Hed PE
- Bill Handel, radio personality
- رودي مانكوسو, comedian and Internet personality
- كاميلا منديس, ممثلة
- فابريزيو مورتي, musician
- Naza, visual artist
- Carlinhos Pandeiro de Ouro, Percussionist
- Joe Penna, writer and director
- Nancy Randall, model
- كارلوس سالدانا, film director and animator
- ميارا والش, ممثلة
- جوليا غولداني تيليس, ممثلة

### Sports
- بوب بيرنكويست, رياضي لوح تزلج محترف[6][7]
- Gil de Ferran, race car driver and team owner
- بيني فيلهابر, soccer player
- نيني, basketball player
- Ryan Hollweg, hockey player
- سيرجيو مينيزيس, footvolley athlete and founder of pro tour
- Amen Santo, Capoeira Master.
- Cairo Santos، كانساس سيتي تشيفس مسدد  [لغات أخرى]‏.
- فيك سيكساس (born 1923), Hall of Fame former top-10 tennis player
- ليوناردو, Soccer Player
- واندرلي سيلفا, Mixed Martial Artist [8]
- أندرسون فارجاو, basketball player
- ماري وليامز, figure skater[9]

### Academics
- Ana Maria Carvalho, PhD., professor of Linguistics at the Department of Spanish and Portuguese, جامعة أريزونا[10][11]
- Lin Chao, PhD., professor of Ecology at the جامعة كاليفورنيا[12]
- فلافيا كولغان, political strategist
- أولافو دي كارفالو, Brazilian philosopher
- مارسيلو غلايزر, PhD., physicist and astronomer. Appleton Professor of Natural Philosophy and Professor of Physics and Astronomy at كلية دارتموث[13][14]
- Ben Goertzel, PhD., former professor of Computer Sciences at the جامعة نيومكسيكو, researcher of ذكاء اصطناعي, visiting faculty at جامعة شيامن[15]
- ميغيل نيكوليليس  [لغات أخرى]‏, M.D., Ph.D., Duke School of Medicine Distinguished Professor of Neuroscience, جامعة ديوك Professor of Neurobiology, Biomedical Engineering and Psychology and Neuroscience, and founder of Duke's Center for Neuroengineering.[16][17][18]
- روبرتو مانغاميرا أنغر, LL.M., S.J.D., Roscoe Pound Professor of Law at the Harvard Law School (جامعة هارفارد)[19]

### Business
- David Neeleman, businessman, founder of خطوط جيت بلو الجوية and أزول البرازيل[20]
- إدواردو سافرين، فيسبوك co-founder; renounced his U.S. citizenship in 2011